# Ayuntamiento de Mora (Toledo)
El Ayuntamiento de Mora es la institución municipal que gobierna el municipio de Mora, en la provincia de Toledo, comunidad autónoma de Castilla-La Mancha, España.

## Sede
La sede de la institución se encuentra en la casa consistorial, un edificio de estilo neomudéjar ubicado en la Plaza de la Constitución de la villa. El inmueble, diseñado por el arquitecto Ezequiel Martín Martín y construido entre 1927 y 1928 bajo la dirección de Flaviano Rey de Viñas, sustituye a la antigua Casa del Concejo del siglo XVIII. Presenta fachada de ladrillo visto con paños de mampostería, arcos de herradura lobulados enmarcados en alfiz y decoración cerámica vidriada.

## Alcaldes
| Periodo   | Nombre                             | Partido | Partido       |
| --------- | ---------------------------------- | ------- | ------------- |
| 1979-1983 | Valentín Bravo Martín              |         | UCD           |
| 1983-1987 | Valentín Bravo Martín              |         | Independiente |
| 1987-1991 | Leocadio Martín Núñez              |         | PSOE          |
| 1991-1995 | Valentín Bravo Martín-Pintado      |         | PP            |
| 1995-1999 | Leocadio Martín Núñez              |         | PSOE          |
| 1999-2003 | Leocadio Martín Núñez              |         | PSOE          |
| 2003-2007 | Leocadio Martín Núñez              |         | PSOE          |
| 2007-2011 | José Manuel Villarrubia de la Rosa |         | PSOE          |
| 2011-2015 | Emilio Bravo Peña                  |         | PP            |
| 2015-2019 | Emilio Bravo Peña                  |         | PP            |
| 2019-2023 | Emilio Bravo Peña                  |         | PP            |
| 2023-act. | Emilio Bravo Peña                  |         | PP            |

## Concejales
Al consistorio de Mora le corresponden un total de 13 concejales, ya que se encuentra dentro de la escala de 5.001 a 10.000 habitantes, según lo establecido en el artículo 179 de la Ley Orgánica 5/1985, de 19 de junio, del Régimen General Electoral. La distribución de los concejales tras las elecciones municipales de 2023 es la siguiente:
- Partido Popular (PP): 7 concejales
- Partido Socialista Obrero Español (PSOE): 5 concejales
- Mora Aquí y Ahora: 1 concejales

## Deuda
| Gráfica de evolución de la deuda viva del ayuntamiento en millones de euros entre 2008 y 2024 |
|                                                                                               |
| Deuda viva del ayuntamiento en millones de euros según datos de Datosmacro.com.               |

En 2024, la deuda por habitante en Mora ascendió a 233 €. La deuda total del municipio en ese año fue de 2.334 millones de euros. A lo largo de los últimos años, la deuda per cápita ha mostrado variaciones, destacando un aumento significativo en años anteriores, como en 2012, cuando alcanzó los 319 € por habitante.